# Suvodanje
Suvodanje (izvirno srbsko Суводање) je naselje v Srbiji, ki upravno spada pod Mesto Valjevo; slednja pa je del Kolubarskega upravnega okraja.
- Suvodanje - panorama
- Suvodanje - panorama
- Suvodanje - panorama
- Suvodanje - panorama
- Suvodanje - panorama
- Suvodanje - panorama

## Demografija
V naselju, katerega izvirno (srbsko-cirilično) ime je Суводање, živi 498 polnoletnih prebivalcev, pri čemer je njihova povprečna starost 48,6 let (45,8 pri moških in 51,2 pri ženskah). Naselje ima 197 gospodinjstev, pri čemer je povprečno število članov na gospodinjstvo 2,93.
To naselje je, glede na rezultate popisa iz leta 2002, večinoma srbsko, a v času zadnjih treh popisov je opazno zmanjšanje števila prebivalcev.
|  |

| Demografija | Demografija     | Demografija     |
| Leto        | Št. prebivalcev | Št. prebivalcev |
| ----------- | --------------- | --------------- |
|             |                 |                 |
|             |                 |                 |
|             |                 |                 |
|             |                 |                 |
| 1948        | 1238            |                 |
| 1953        | 1267            |                 |
| 1961        | 1212            |                 |
| 1971        | 1033            |                 |
| 1981        | 804             |                 |
| 1991        | 698             | 698             |
| 2002        | 580             | 578             |
|             |                 |                 |

| Etnična sestava po popisu iz leta 2002 | Etnična sestava po popisu iz leta 2002 | Etnična sestava po popisu iz leta 2002 | Etnična sestava po popisu iz leta 2002 | Etnična sestava po popisu iz leta 2002 |
| -------------------------------------- | -------------------------------------- | -------------------------------------- | -------------------------------------- | -------------------------------------- |
| Srbi                                   | Srbi                                   |                                        | 573                                    | 99,13%                                 |
| Neznano                                | Neznano                                |                                        | 4                                      | 0,69%                                  |